# Франкфурт (хокейний клуб)
«Франкфурт» (нім. Löwen Frankfurt) — хокейний клуб із міста Франкфурт-на-Майні, Німеччина. Заснований у 2010 році. Виступає у чемпіонаті Німецької хокейної ліги.

## Історія
Клуб «Франкфурт» є правонаступником команди, що існувала раніше та мала назву спочатку «Айнтрахт» у 1959—1991 році, а згодом «Франкфурт Лайонс» у 1994—2010 роках. У 2010 році «Франкфурт Лайонс» втратив ліцензію і пізніше був створений новий клуб, який почав грати у нижчих дивізіонах німецького хокею.
У 2014 році «Франкфурт» здобув підвищення до DEL2. У 2022 році вийшов до топ-дивізіону.

## Домашня арена
Стадіон «Ейсспортгалле Франкфурт» був відкритий у 1981 році і довгий час вважався одним із найсучасніших споруд такого типу в Німеччині. Арена вміщує 7000 глядачів, з яких приблизно 3500 сидячих і 3500 стоячих. Клуб нараховує 36 зареєстрованих фан-клубів.

## Досягнення
Друга Німецька хокейна ліга
- Переможець: 2017, 2022
- Срібний призер: 2019

Оберліга Захід
- Переможець: 2014
- Срібний призер: 2013

Регіоналліга Захід
- Переможець: 2011